# Eumorsea truncaticeps
Eumorsea truncaticeps är en insektsart som beskrevs av Marius Descamps 1984. Eumorsea truncaticeps ingår i släktet Eumorsea och familjen Eumastacidae. Inga underarter finns listade i Catalogue of Life.